# Ader-torony
Az Ader-torony (spanyolul: Torre Ader, más néven Torre de la Independencia, azaz függetlenség-torony) Nagy-Buenos Aires egyik nevezetes épülete.

## Története
Az 1910-es év, a függetlenségi harc kezdetének századik évfordulója közeledtével egész Argentína egyre nagyobb lázban égett, számos ünnepséget és megemlékezést szerveztek országszerte. A külföldi közösségek is részt kívántak venni az évforduló megünneplésében, köztük a legbefolyásosabb, a brit közösség is, akik valamilyen építmény létrehozásával kívánták emlékezetessé tenni az alkalmat. Ma sem tudni, hány tervet nyújtottak be erre, de kettőt biztosan: a győztes terv alapján épült fel a belvárosi Torre Monumental nevű torony, a(z egyik) vesztes pályázat alapján pedig egy sokkal kevésbé forgalmas külvárosban épülhetett fel az Ader-torony. Akkoriban ezen a környéken (a mai Paraná, Primera Junta, Montes de Oca és Ader utak által határolt területen) állt a baszk származású Bernardo Ader birtoka és öreg quintája, amely helyett egy új házat (kastélyt) akart építeni, ám két fia, a 24 és 26 éves Eduardo és Bernardo halála miatt inkább az ő ötletüket követve úgy döntött, saját költségén a vesztes pályázat alapján felépítteti a kilátónak szánt tornyot. Az 1916. június 26-i engedélykérelmet hét nap alatt el is fogadta az önkormányzat, így szinte azonnal elindulhatott az építkezés.
Az alapkövet 1916. július 9-én tették le, ünnepélyes felavatására (a forrás szerint „nem dokumentált, de meglehetősen biztos” adatok szerint) éppen egy évvel később, 1917. július 9-én került sor. A következő években a magányosan álló torony biztos igazodási pontot jelentett az akkor Central Córdobának nevezett vasúton utazók számára, de később, ahogy a város növekedett, a torony is körbeépült gyár- és lakóépületekkel, így legtöbbek számára rejtve maradt. Ma is viszonylag kevesen ismerik.
Az addig az Ader család tulajdonában álló építményt és a körülötte kialakult teret 1967-ben adományozta a községi önkormányzatnak az építtető két unokája, Elisa és Bernardina.

## Leírás
A torony Buenos Aires központi részétől északnyugatra, Vicente López partido területén, Villa Adelinában található a Triunvirato és a Juan José Castelli utcák találkozásánál elhelyezkedő, 11 méter átmérőjű körönd közepén. A környéknek ez a legmagasabb pontja.
Az 55 méter magasságú, a 17. századi firenzei stílust idéző toronyba egy 230, carrarai márványból készült fokkal rendelkező, vaskorlátos lépcső vezet fel. Külsejét kerámiatéglák és faragott kövek díszítik.

## Képek

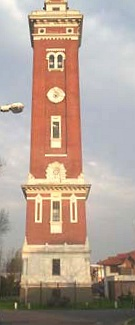
A torony
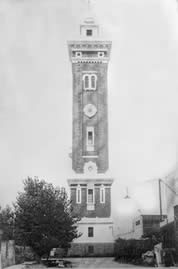
Régi kép
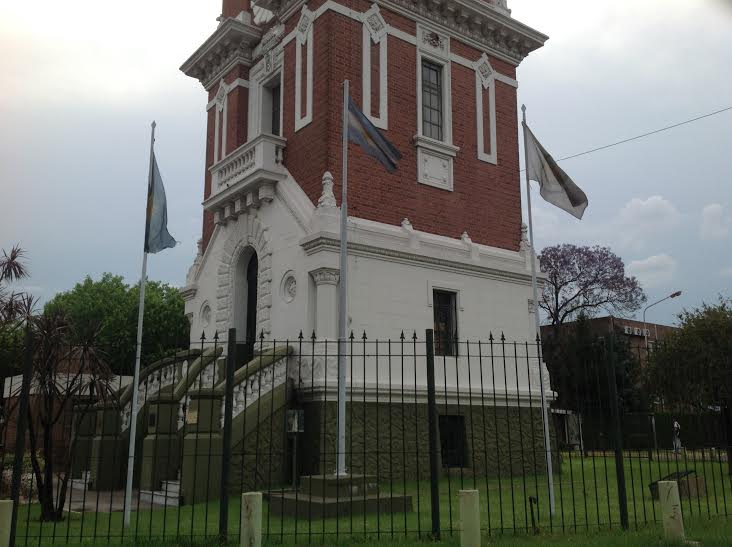
Alsó része